# Юшкин, Олег Александрович
Олег Александрович Юшкин (род. 17 января 1975, Фрязино, Московская область, РСФСР, СССР) — бывший баскетболист, двукратный чемпион Украины. Чемпион Европы в составе молодёжной сборной Белоруссии. Главный тренер БК «БИПА-Одесса» (Одесса).

## Биография

### Ранние годы
Баскетболом заниматься начал ещё в России. По стечению обстоятельств в этот вид спорта попал случайно, после того как отец отдал Олега на плавание. Бассейн закрыли на профилактику и родителям посоветовали отдать сына в секцию баскетбола. После этого в бассейн Юшкин уже не вернулся.

## Тренер
В сезоне 2010/2011, после ухода Виталия Лебединцева по причине серьёзной болезни, 24 ноября 2010 года Олег Александрович был назначен и. о. главного тренера «Одессы». На первых порах Юшкин исполнял роль играющего тренера, время от времени закрывая свою позицию на площадке, но 30 декабря 2010 полностью закрепился как командир коллектива и от его должности официально была отброшена приставка «и. о.».
Вместе с Кириллом Большаковым был выбран тренером команды Украины в Матче всех Звезд Суперлиги 2012 (состоялся 23 февраля 2012). Под их руководством Украина впервые за всю Историю Матча Всех Звезд не проиграла команде Легиона (125:125).
22 мая 2012 года, после убедительного выступления в сезоне 2011/12 подписал пятилетний контракт с «Одессой».
22 мая 2015 года стал главным тренером действующих чемпионов Украины клуба «Химик». Однако 26 апреля 2016 года он был уволен с поста главного тренера из-за проигранного первого матча финальной серии плей-офф.

## Личные награды и достижения

### Клубные
МБК «Одесса» (СКА Бипа-Мода)
- Чемпион Украины (2): 1998, 1999
- Серебряный призёр чемпионата Украины (2): 1997, 2003
- Бронзовый призёр чемпионата Украины (1): 2004

«Химик»
- Бронзовый призёр чемпионата Украины (2) 2005, 2006

### В составе сборной
- Чемпион молодёжного чемпионата Европы (1): 1994

### Личные
- Участник матча всех звёзд Суперлиги 2012 — тренер Украины
- Избран болельщиками в Зал Славы БК «Одесса»